# Alphonse Giroux
François-Simon-Alphonse Giroux (* 6. April 1776 in Paris; † 24. April 1848 ebenda) war ein französischer Maler, Restaurator und Kunsttischler.
Er fertigte nicht nur herausragende Möbel an, sondern war auch der offizielle Restaurator der Kathedrale Notre-Dame sowie der Produzent der Daguerreotypiekammer.

## Leben und Werk

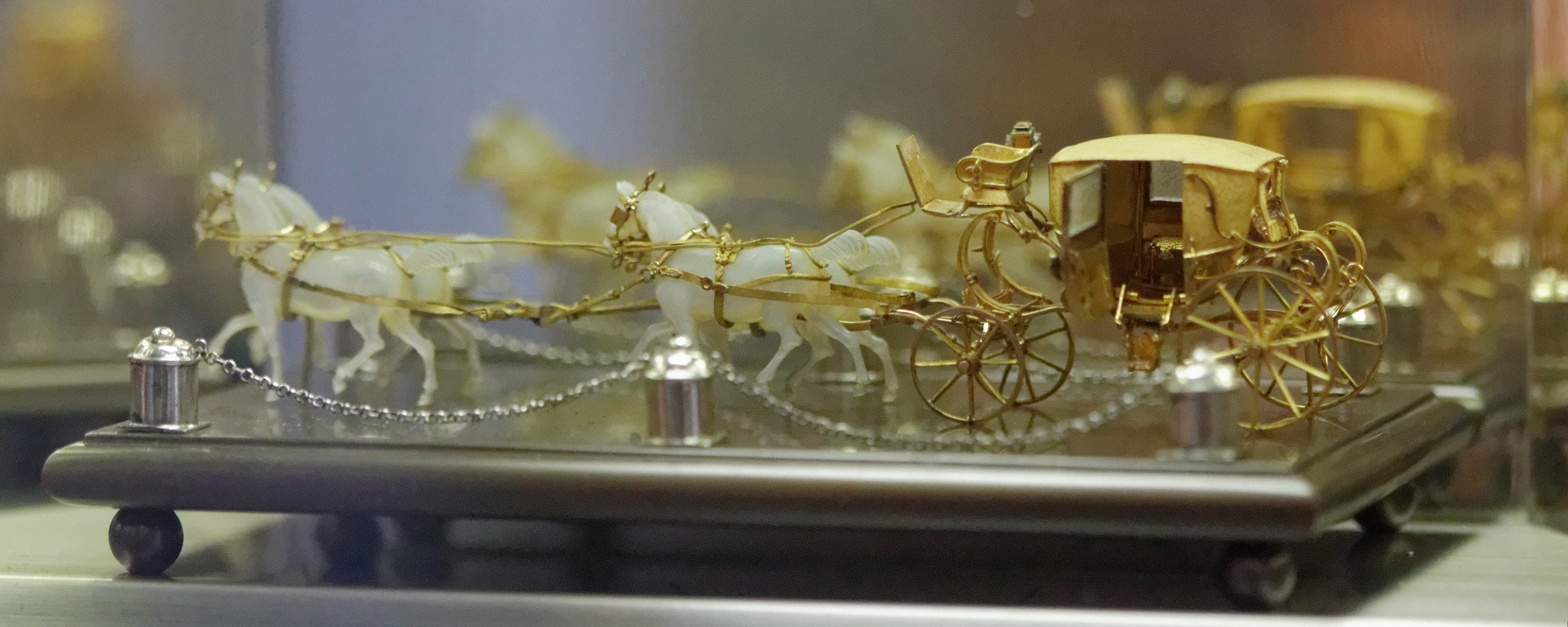
Goldene Kutsche der Kinder Frankreichs von Alphonse Giroux, angeboten von Ludwig XVIII. den Kindern des Herzogs von Orleans. Paris, Musée Carnavalet

Alphonse Giroux wandte sich zunächst der Karriere des Malers unter der Leitung von Jacques-Louis David zu und gründete gegen Ende des 18. Jahrhunderts ein Kunstrestaurierungsunternehmen. Er war der offizielle Restaurator der Kathedrale Notre Dame und sammelte und stellte Kunst von Louis Daguerre, Charles Marie Bouton, Charles Arrowsmith, Charles Renoux und anderen aus. Neben der Restaurierung von Kunst fertigte und verkaufte sein Unternehmen Möbel in verschiedenen Stilrichtungen für die französische Königsfamilie und andere. Von 1799 bis 1848 arbeitete er in der Rue du Coq-Saint-Honoré Nr. 7 in Paris.
Unter der Marke A. GIROUX à PARIS wurde sein Geschäft zu einer berühmten Adresse für Kunsttischlerei. Die Tischlerei begann 1799, der Vater starb 1848 und seine beiden Söhne folgten ihm in Richtung der Werkstätten und des Geschäfts nach. Ihre Spezialität war die Herstellung von sehr hochwertigen Kleinmöbeln für die Bourgeoisie und den Adel. In Giroux wählten Karl X. und Ludwig XVIII. den Hersteller der Geschenke für zwei kleine Fürsten: Prinzessin Louise und den Herzog von Bordeaux.
Alphonse Giroux gewann zahlreiche nationale und internationale Preise, darunter eine Silbermedaille auf der Ausstellung von 1834, und wurde in der zweiten Hälfte des 19. Jahrhunderts zu einem echten Maßstab für Kisten, verschiedene und vielfältige Truhen und kleine dekorative Möbelstücke zum Vergnügen oder Schreiben.
Einer seiner Söhne, Alphonse-Gustave, setzte seine Tätigkeit fort. Ein anderer, André Giroux, wurde Maler.
Im Juni 1833 führte Alph. Giroux & Cie das Phenakistiskop in Frankreich als eines der ersten Unternehmen ein, die das Animationsgerät veröffentlichten, nachdem es mehr oder weniger gleichzeitig in Belgien und Österreich erfunden worden war.
Ein von Giroux, dem Schwager von Louis Daguerre, hergestelltes Daguerreotyp-Kameragehäuse wurde 1839 auf der Exposition des produits de l’industrie française in Paris ausgestellt. Es wurde nicht ausgezeichnet, obwohl Giroux eine Silbermedaille für eine Schmuckschatulle erhielt. Am 22. Juni 1839 unterzeichneten Louis Daguerre und Isidore Niépce einen Vertrag mit Alphonse Giroux und der Société Susse frères, der ihnen das ausschließliche Recht zur Herstellung und zum Verkauf der Daguerreotypiekammer einräumte. Im Dezember 1839 ging François Fauvel-Gouraud mit einer Giroux-Kamera in die USA und stellte in New York und Boston den Umgang damit vor.
Alphonse Giroux ist auf dem Friedhof Père-Lachaise (26. Division) begraben.

## Bibliografie
- Christophe Huchet de Quénetain, « La table à ouvrage… », dans La Revue, le magazine de Pierre Bergé et associés, no 6, mars 2005, p. 26–27
- François Macé de Lépinay, Un âge d'or des arts décoratifs, 1814–1848, notice biographique dans le catalogue de l'exposition, Paris, Galeries nationales du Grand-Palais, 1991, p. 524.